# Hélsio Pinheiro Cordeiro
Hélsio Pinheiro Cordeiro (Cachoeiro do Itapemirim, 22 de novembro de 1926 — Agosto de 2000) foi um político brasileiro.
Foi governador do estado do Espírito Santo, de 6 de julho a 5 de agosto de 1962.